# Björn Östlund
Björn Gösta Edvard Östlund, född 18 juni 1935 i Hovmantorp, Småland, död i juni 2014 i Torsby, Värmland, var en svensk teckningslärare, målare och tecknare. 
Han var son till civilingenjören Gösta Östlund och Karin Lindgren och 1959–1972 gift med Issy Andreasson. Med avbrott för värnplikten studerade han vid Valands målarskola i Göteborg 1953–1958 samt vid Konstfackskolan från 1958. Han utexaminerades som teckningslärare från Teckningslärarinstitutet 1962 och verkade därefter som teckningslärare i bland annat Torsby. Vid sidan av sitt arbete var han verksam som bildkonstnär. Separat ställde han ut i Torsby och han medverkade i samlingsutställningar med Norra Värmlands konstförening. Hans konst består huvudsakligen av landskapsskildringar utförda i olja.